# Eugeniusz Miętkiewski

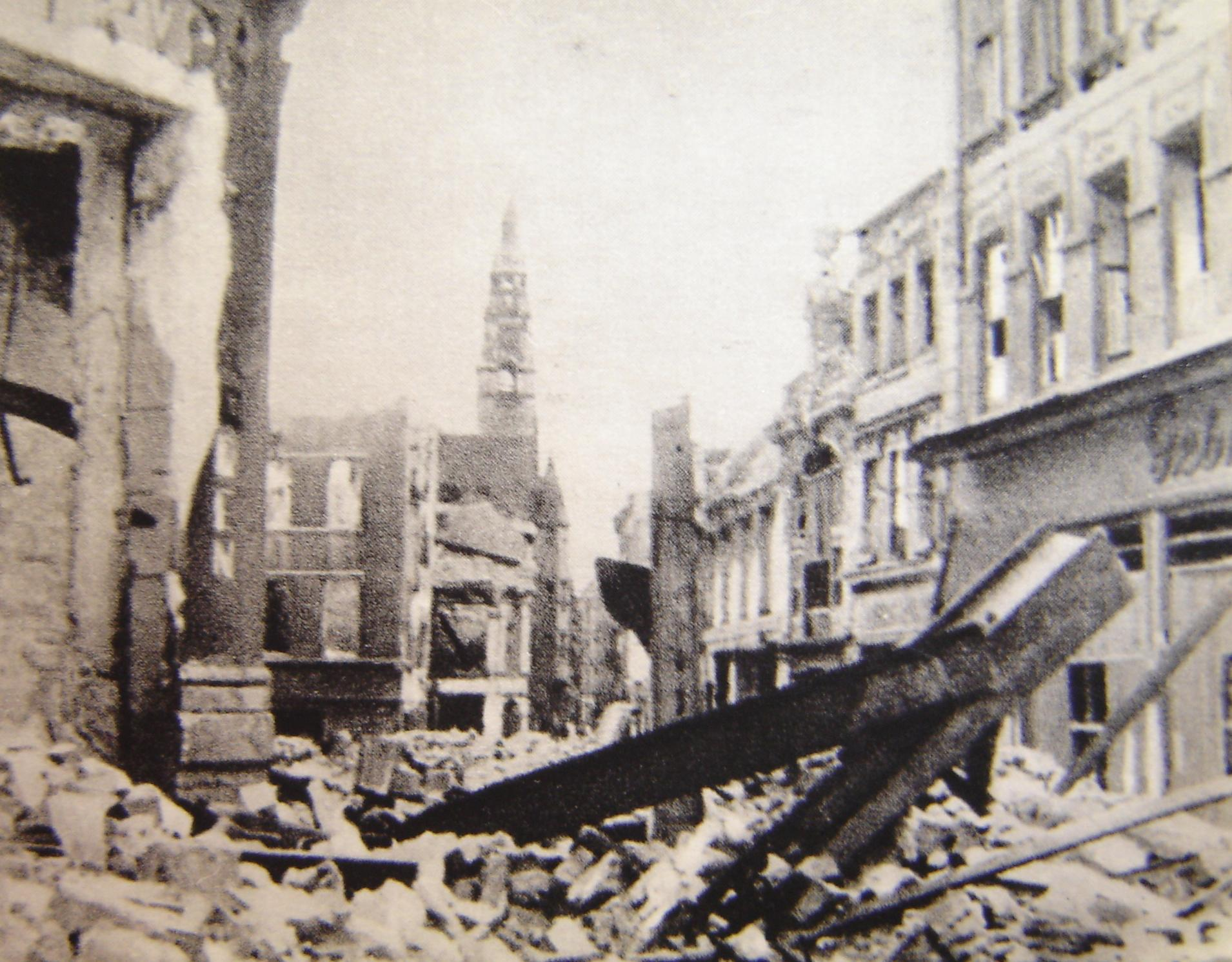
Szczecin w roku 1945

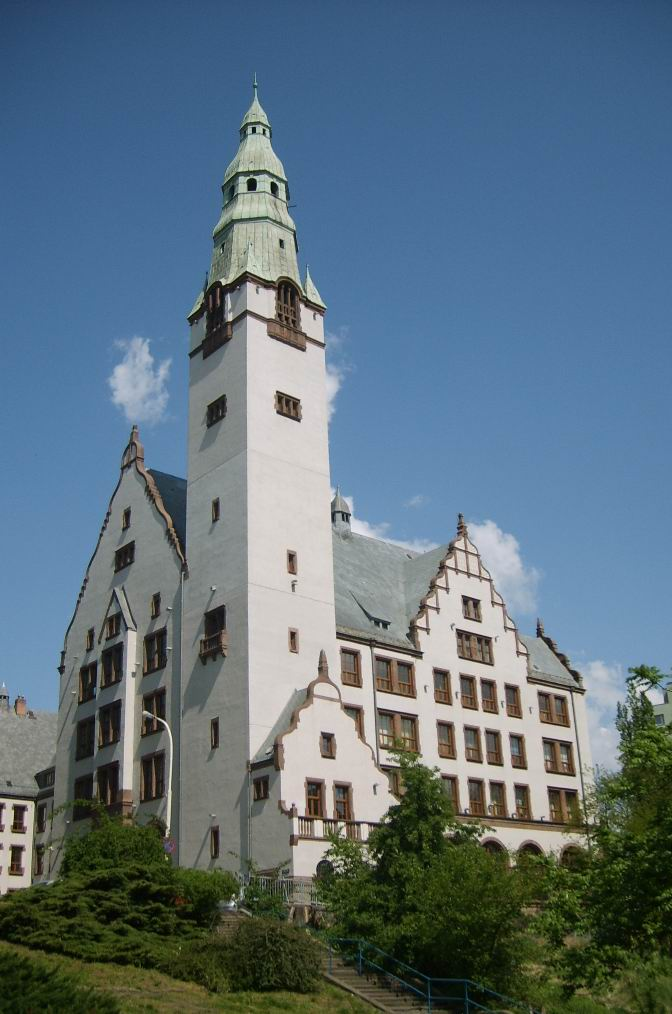
Gmach Pomorskiej Akademii Medycznej

Eugeniusz Konrad Miętkiewski (ur. 6 maja 1915 w Myśliborzu, zm. w 2002 w Poznaniu) – polski fizjolog (fizjologia zwierząt i człowieka), internista, profesor i prorektor Pomorskiej Akademii Medycznej w Szczecinie, dyrektor Instytutu Fizjologiczno-Chemicznego.

## Życiorys
Studiował medycynę na Wydziale Lekarskim Uniwersytetu Poznańskiego (współcześnie Uniwersytet Medyczny). W tejże uczelni był w latach 1937–1939 (do wybuchu II wojny światowej) asystentem i adiunktem.
W czasie wojny był w latach 1939–1940 jeńcem Stalagu XXB (Malbork), a od roku 1940 do końca wojny pracował jako lekarz-asystent w Słupcy.
Po zakończeniu wojny został zatrudniony w Szpitalu Kolejowym w Poznaniu, w którym pracował w latach 1946–1949 jako lekarz-asystent na Oddziale Chorób Wewnętrznych. W tym okresie, w roku 1947, otrzymał stopień doktora.
W roku 1950 włączył się do dzieła tworzenia trzeciej wyższej uczelni w Szczecinie, który znalazł się w granicach Polski w sierpniu 1945 roku (w wyniku postanowień konferencji poczdamskiej) – mieście skrajnie wyniszczonym wojną, pozbawionym wystarczającej kadry lekarskiej oraz bazy naukowej i dydaktycznej. Dołączył do grupy pierwszych organizatorów tej uczelni, którzy przyjechali do Szczecina z różnych miast Polski (m.in. pierwszy rektor Jakub Węgierko, Tadeusz Chorążak, Artur Chwalibogowski, Tadeusz Markiewicz, Czesław Murczyński, Tadeusz Sokołowski, Witold Starkiewicz, Kazimierz Stojałowski, Józef Taniewski i January Zubrzycki). Z uczelnią związał się na stałe, wnosząc istotny wkład w jej rozwój – w roku 1985 otrzymał tytuł Doctor honoris causa PAM, trzeci w historii tej uczelni.
Odbył staże naukowe w dziedzinie fizjologii w:
- 1953, 1954 – Związku Radzieckim
- 1957 – Jugosławii
- 1958 – Czechosłowacji
- 1960 – Austrii, Republice Federalnej Niemiec i Szwajcarii

W latach 1956–1983 odwiedzał również inne kraje Europy Wschodniej i Zachodniej, Indie oraz Stany Zjednoczone.
Habilitację uzyskał w roku 1952, stanowisko profesora nadzwyczajnego – w roku 1954 i profesora zwyczajnego – w roku 1967.
W latach 1950–1980 był kierownikiem Katedry i Zakładu Fizjologii. W Pomorskiej Akademii Medycznej pełnił funkcje:
- 1954–1955 – prodziekana Wydziału Lekarskiego
- 1955–1956 – prorektora do spraw nauczania
- 1956–1959 – prorektora do spraw nauki

Po reorganizacji uczelni objął stanowisko dyrektora Instytutu Fizjologiczno-Chemicznego. Pełnił tę funkcję w latach 1970–1983.
W latach 1962–2000 był redaktorem naczelnym czasopisma Annales Academiae Medicae Stetinensis – Roczniki Pomorskiej Akademii Medycznej w Szczecinie, ukazującego się od roku 1951 (według innych źródeł był jego założycielem w roku 1963). Roczniki PAM są cytowane np. w WorldCat i indeksowane w Preview/BIOSIS, Biological Abstracts, Chemical Abstracts (CAS), Scopus, Medline/PubMed, IC Journals Master List (w roku 2012 IC  4,98).

## Zakres badań naukowych
Obszar głównych zainteresowań badawczych Eugeniusza Miętkiewskiego obejmował zagadnienia reakcji organizmów na bodźce naporowe i wyjątkowo niekorzystne warunki środowiskowe, w tym zwłaszcza funkcji układu nerwowego w kształtowaniu reakcji obronnych (zob. reakcje obronne układu oddechowego, mechanizmy obronne). Interesował się endogennymi związkami chemicznymi (zob. np. aminokwasy endogenne, pirogeny endogenne) o wysokiej aktywności biologicznej, takimi jak histamina, serotonina, katecholaminy, kininy (zob. np. kininogeneza osoczowa), erytropoetyna. Badał procesy adaptacji organizmów do skrajnych warunków życia, np. do niskich temperatur, poniżej zakresu normalnego dla organizmów zwierząt stałocieplnych (zob. hipotermia), lub do promieniowania ultrafioletowego (zob. np. wpływ UV na zdrowie człowieka, adaptacja do UV).

## Publikacje
Opublikował – jako autor lub redaktor – ok. 260 publikacji (w tym ok. 160 prac doświadczalnych), m.in. (wybór według WorldCat):

- 1946, 1954 – Wskazówki do ćwiczeń z fizjologii (9 wydań)
- 1959 – Wpływ niektórych środków hibernizujących na pobudliwość układu błędnikowego królików (3 wydania, pol. i ang.)
- 1960 – Badania porównawcze nad chronaksją układu błȩdnikowego królików w przebiegu wstrząsów doświadczalnych (2 wydania)
- 1960, 1978 – Kurs fizjologii doświadczalnej (12 wydań)
- 1960 – Pobudliwość układu błȩdnikowego królików w przebiegu sztucznej hibernacji (3 wydania)
- 1966–1969 – Kurs wykładów fizjologii człowieka; podręcznik dla studentów medycyny (4 wydania)
- 1968 – II Sesja Naukowa Medycyny Morskiej, Szczecin, 18–20 kwietnia 1967 {3 wydania)
- 1969 – XI Zjazd Polskiego Towarzystwa Fizjologicznego, Szczecin, 15–18 września 1969 : streszczenia referatów i komunikatów (2 wydania)
- 1971 – III Sesja naukowa medycyny morskiej, Szczecin, 25–26 maja 1970 (4 wydania)
- 1974 – IV Sesja Naukowa Medycyny Morskiej, Szczecin 18–19 maja 1973 (2 wydania)
- 1974 – Powietrze – woda – gleba : materiały sesji naukowej zorganizowanej przez Szczecińskie Towarzystwo Naukowe, w ramach obchodów XXV-lecia nauki polskiej na Pomorzu Zachodnim, Szczecin, dnia 25–27 października 1971 (3 wydania)
- 1975–1978 – Rostocker Tag in Szczecin (2 wydania)
- 1977, 1984 – Zarys fizjologii lekarskiej : podręcznik dla studentów medycyny (5 wydań)
- 1978 – Żywność-woda-przemysł : materiały sesji naukowej zorganizowanej przez Szczecińskie Towarzystwo Naukowe w Szczecinie w dniach 9–11 czerwca 1975 (3 wydania)
- 1979, 1980 – XXX lat Pomorskiej Akademii Medycznej w Szczecinie
- 1980–1981 – Biologiczna, społeczna i zdrowotna sytuacja człowieka w okresie rozwoju : materiały sesji naukowej (2 wydania)
- 1982 – Akute Leukämien [Konferenz organisiert durch d. Szceciner Wiss. Ges. 19.XI.1976] (2 wydania, niem.)
- 1988 – Przewodnik dydaktyczny dla studentów II roku I Wydziału Lekarskiego i II Wydziału Lekarskiego z Oddziałem Stomatologii

## Stowarzyszenia i rady naukowe
Był członkiem:
- od 1954 – Komitetu Nauk Fizjologicznych PAN (prezydium i komisje problemowe)
- 1969–1972, 1984 – Rady Towarzystw Naukowych i Upowszechniania Nauki przy Prezydium PAN
- 1957–1963 – Rada Naukowa przy Ministrze Zdrowia i Opieki Społecznej
- od 1983 – Centralnej Komisji do Spraw Stopni i Tytułów przy Prezydium Rady Ministrów
- od 1955 – Polskiego Towarzystwa Fizjologicznego (1966–1975 – członek prezydium, od 1975 – członek honorowy
- 1955-1975 – Towarzystwa Wiedzy Powszechnej (wiceprzewodniczący Zarządu Wojewódzkiego w Szczecinie)
- od 1956 – Szczecińskie Towarzystwo Naukowe (1957–1982 – przewodniczący Wydziału Nauk Lekarskich, od 1979 – członek honorowy, od 1982 – wiceprezes Zarządu Głównego)
- od 1966 – Zgromadzenia Ogólnego International Union of Physiological Sciences IUPS (1966–1975 – przewodniczący Komitetu Narodowego, od 1984 – wiceprzewodniczący tego komitetu i krajowy korespondent Newsletter IUPS

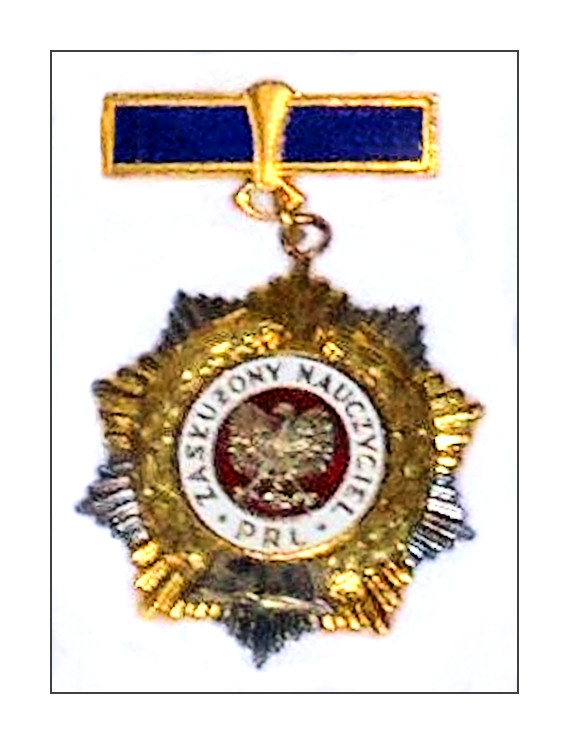
Odznaka tytułu honorowego „Zasłużony Nauczyciel Polskiej Rzeczypospolitej Ludowej”

## Wyróżnienia i odznaczenia
W uznaniu zasług otrzymał m.in.:
- Medal Komisji Edukacji Narodowej
- tytuł doctor honoris causa PAM
- tytuł „Zasłużony Nauczyciel PRL”
- odznakę „Za wzorową pracę w służbie zdrowia”
- odznakę „Zasłużony dla województwa szczecińskiego”